# Península de Paria
La península de Paria o antiguamente como Tierra de Gracia, nombrada así por el almirante Cristóbal Colón, está ubicada en el extremo norte de la serranía del litoral oriental, en la jurisdicción de los municipios Arismendi, Mariño y Valdez del actual Estado Sucre, Venezuela.

## Contexto geográfico

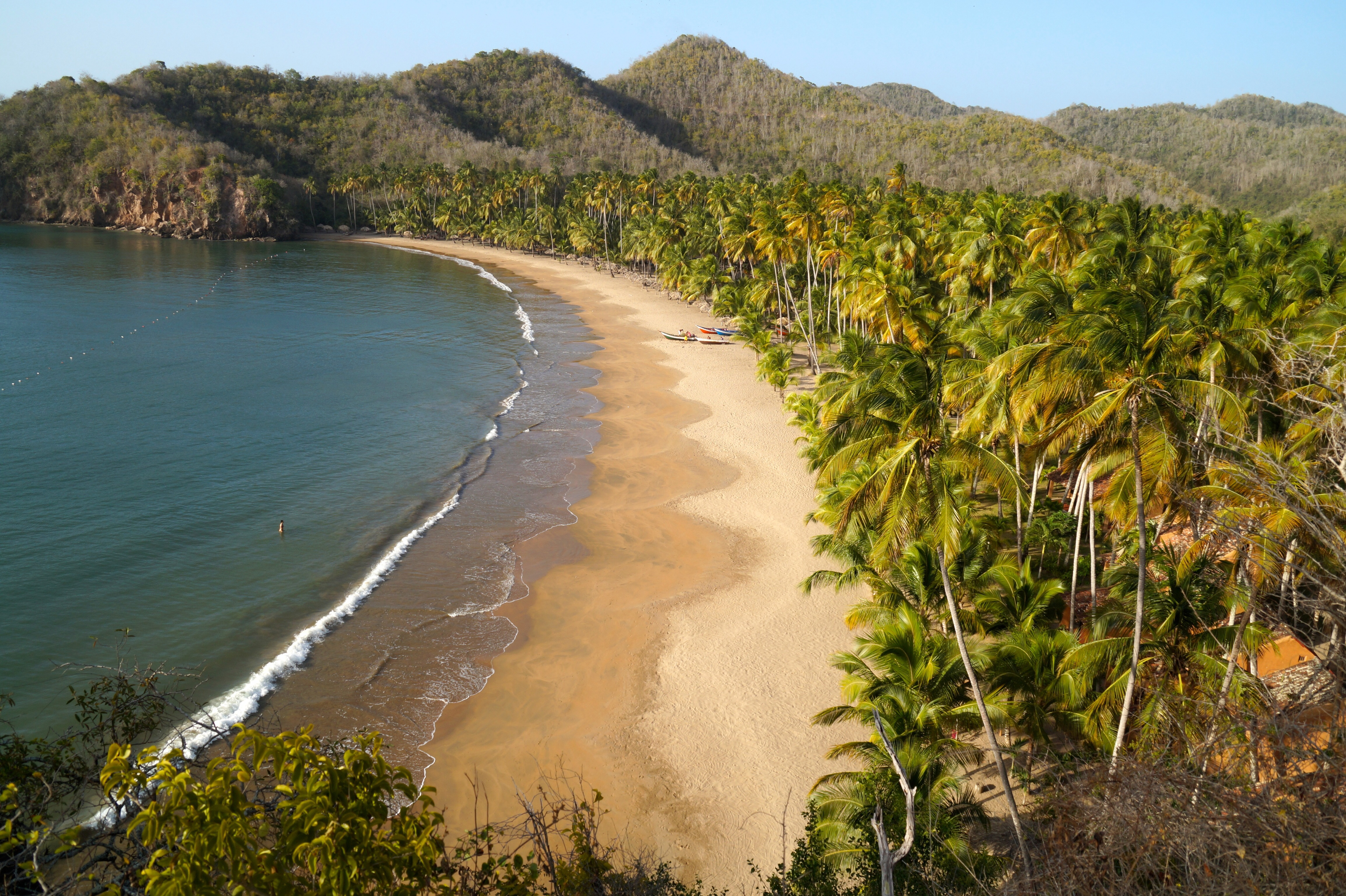
Playa Medina en la Península Paria.

La península, que separa el mar Caribe del golfo de Paria, es 
una continuación más estrecha y de menor altitud de la Serranía del Litoral o Cordillera de la Costa venezolana, siendo a su vez la sección más oriental  del extenso sistema montañoso de la Cordillera Caribe. Su punta rocosa es visible a simple vista desde la isla de Trinidad, en su sitio más cercano al continente. 
Geológicamente, la península y el norte de Trinidad corresponden a la misma línea orográfica, sumergida bajo el mar por una depresión tectónica en el estrecho que separa ambas costas, llamado Bocas del Dragón (en inglés, Dragon’s Mouths). Es una zona sísmicamente muy activa, ya que se ubica en el borde la placa sudamericana en su choque con la placa del Caribe.
La península reúne variedad de ámbitos, desde playas hasta bosques de montaña, pasando por extensas sabanas, también cuenta con dos parques nacionales: el parque nacional Península de Paria ubicado en todo el ancho de la península

## Superficie
Tiene una superficie total de aproximadamente 2438 kilómetros cuadrados, lo cual constituye un 23% de la superficie geográfica de la entidad federal. De ese total el parque nacional Península de Paria ocupa de 37 500 hectáreas y fue creado el 12 de diciembre de 1970, integrando un macizo montañoso con características excepcionales aún no exploradas. Su altitud máxima no supera los 1370 metros sobre el nivel del mar.

## Clima
Su temperatura oscila entre los 25 y 16 grados Celsius.

## Flora
La vegetación va del bosque nublado a partir de los 1000 metros y precipitación pluvial anual calculada entre 1000 y 1500 milímetros, al xerófilo a medida que nos acercamos a la costa. Su clima cálido y lluvioso es propicio para la vegetación, que según los expertos alberga especies transportadas por las aguas del río Orinoco desde Guayana y especies nativas, que solo se encuentran en esta zona (endemismos).

## Fauna
Las condiciones que reinan en el área de la península favorecen la presencia de una importante avifauna y subespecies nuevas para la ciencia que habitan solo dentro del parque, como el vistoso colibrí tijereta. Entre los mamíferos se encuentran el mono capuchino cariblanco y la rata espinosa, además de venados, zorros, monos araguatos y báquiros.

## Lugares para visitar
Güiria que se destaca por la amabilidad de su gente, sus hermosas playas y famosos carnavales, Macuro y Uquire, por la belleza de su paisaje, y la ensenada de Mejillones.
Es un sitio de excepcional belleza, ideal para tomar baños en el mar, realizar paseos y acampar, además de estar rodeado de numerosas especies de aves y peces.